# 2012年の相撲
2012年の相撲（2012ねんのすもう）では、2012年（平成24年）の相撲関連の出来事についてまとめる。
2011年-2012年-2013年

## できごと

### 1月
- 7日 - 【大相撲】両国国技館内に掲げられている優勝額が交換され、2006年1月場所で優勝した栃東の額が外されたことにより、日本人力士の優勝額が消滅した[1]。
- 20日 - 【大相撲】1月場所13日目のこの日に、大関把瑠都の初めての幕内最高優勝が決定した[2]。
- 22日 - 【大相撲】元関脇・栃乃洋が現役を引退し、年寄「竹縄」を襲名した。これに伴い、竹縄親方（元幕内・燁司）が退職した。[3]
- 27日 - 【大相撲】日本相撲協会の放駒理事長（元大関・魁傑）が退任の記者会見を行った。放駒理事長は次期理事選には任期中に停年退職を迎えてしまうため立候補することができず、歴代最短の約1年半で理事長を退任することになった。[4]
- 31日 - 【大相撲】日本相撲協会の役員改選が行われ、新しい理事10人と副理事3人が選出された。理事会も行われて理事長の互選が行われて、北の湖親方（元横綱）の4年ぶりの理事長復帰が決まった[5]。

### 2月
- 11日 - 【大相撲】雷親方（元幕内・起利錦）が年寄「勝ノ浦」に名跡変更した[6]。
- 22日
  - 【大相撲】田子ノ浦部屋が田子ノ浦親方（元幕内・久島海）の死去に伴って閉鎖された。田子ノ浦部屋の所属力士は出羽海部屋と春日野部屋に分かれて転籍した。[7]
  - 【大相撲】日本相撲協会が理事会を開き、元幕内・濵錦が2月29日付で現役を引退して年寄「春日山」を襲名し、春日山部屋を継承した。これに伴い、春日山親方（元幕内・春日富士）は年寄「雷」に名跡変更した。[8]
- 29日 - 【大相撲】日本相撲協会が、日本大学4年の山口雅弘（宮城野部屋）について、幕下15枚目格付出での入門を承認した[9]。

### 3月
- 18日
  - 【大相撲】日本相撲協会は、2010年5月に暴力団観戦問題で出羽海一門預かり扱いとなり、力士らが北の湖部屋に転属していた木瀬部屋が、4月1日付で再興することを承認した[10]。
  - 【大相撲】日本相撲協会は、5月場所前の新弟子検査から体格基準を緩和することを決定した。これに伴い、第2新弟子検査は廃止された。[11]
- 25日 - 【大相撲】3月場所はこの日に千秋楽を迎え、幕内は横綱白鵬が2場所ぶり22度目の優勝を飾った[12]。
- 28日
  - 【大相撲】日本相撲協会が5月場所の番付編成会議と理事会を開き、関脇鶴竜の大関昇進を決定した。これにより、大関は史上最多の6人となった。[13]
  - 【大相撲】日本相撲協会は、大島親方（元大関・旭國）の停年退職に伴い4月24日付で大島部屋が閉鎖され、所属力士は友綱部屋へ移籍すると発表した[14]。

### 4月
- 11日 - 【大相撲】花籠部屋は経営難を理由として5月場所後に閉鎖することが二所ノ関一門会で報告された。所属力士らは峰崎部屋へ転籍することになる[15]。
- 12日 - 【大相撲】千田川親方（元幕内・金開山）が年寄「田子ノ浦」に名跡変更した[16]。
- 19日 - 園遊会に放駒が出席。
- 23日 - 【大相撲】押尾川親方（元幕内・闘牙）が年寄「千田川」に名跡変更した[17]。
- 25日 - 【大相撲】元小結・垣添が現役を引退し、年寄「押尾川」を襲名した[18]。

### 5月
- 2日 - 【大相撲】日本相撲協会が、2011年の大相撲八百長問題で委員から主任への降格処分を受けていた8人の親方[注 1]について、4月1日付で委員へ復帰することを承認した[19]。
- 14日 - 【大相撲】立浪一門が、立浪親方（元小結・旭豊）の一門からの離脱と、一門名の「春日山・伊勢ヶ濱連合」への改称を決定した[20]。
- 20日 - 【大相撲】5月場所はこの日に千秋楽を迎えて、幕内では史上初めてとなる平幕同士の優勝決定戦を制した旭天鵬が初優勝した。37歳8か月での初優勝は史上最高齢。[21]

### 6月
- 5日 - 【大相撲】千田川親方（元小結・闘牙）が、九重部屋から錦戸部屋に移籍した[22]。

### 7月
- 22日 - 【大相撲】7月場所はこの日に千秋楽を迎え、幕内では大関日馬富士が横綱白鵬との14戦全勝同士の対決を制して6場所ぶり3度目の優勝を飾った。千秋楽に全勝同士で対決するのは1983年9月場所の横綱隆の里対横綱千代の富士以来29年ぶりで、横綱対大関の全勝決戦は史上初だった。[23]

### 8月
- 30日 - 【大相撲】振分親方（元横綱・武蔵丸）が年寄「大島」に名跡変更した[24]。

### 9月
- 20日 - 【大相撲】週刊誌に協会経費での不倫疑惑を報じられた雷親方（元幕内・春日富士）が、「一身上の都合」を理由に日本相撲協会を退職した[25]。
- 23日 - 【大相撲】9月場所はこの日に千秋楽を迎え、幕内では大関日馬富士が2場所連続の全勝優勝を果たした[26]。
- 26日 - 【大相撲】日本相撲協会が11月場所の番付編成会議と理事会を開き、大関日馬富士の第70代横綱への昇進を決定した[27]。
- 27日 - 【大相撲】日本相撲協会が理事会を開き、三役格行司の10代木村庄三郎が10月29日付で39代式守伊之助を襲名することを承認した[28]。

### 10月
- 18日 - 【大相撲】押尾川親方（元小結・垣添）が年寄「雷」に名跡変更した[29]。

### 11月
- 13日 - 【大相撲】角番大関の把瑠都が、11月場所を3日目から途中休場することになった[30]。再出場することもできず2場所連続の負け越しとなったため、把瑠都は大関から陥落することになった。
- 19日
  - 【大相撲】日本相撲協会が理事会を開き、中村親方（元関脇・富士櫻）の停年退職に伴って中村部屋を12月19日付で閉鎖し、所属力士は東関部屋へ転籍することを承認した[31]。
  - 【大相撲】春日山・伊勢ヶ濱連合が、先代雷親方（元幕内・春日富士）の退職を受けて、一門名を「伊勢ヶ濱一門」に改称した[32]。
- 24日 - 【大相撲】11月場所14日目のこの日に、横綱白鵬の4場所ぶり23回目の幕内最高優勝が決定した。白鵬の優勝回数は貴乃花の22回を抜いて史上単独5位になった。[33]

### 12月
- 21日 - 【大相撲】日本相撲協会は、2013年1月4日付で小野川親方（元幕内・北桜）が年寄「式守秀五郎」を襲名し、式秀部屋を継承すると発表した[34]。

## 大相撲

### 本場所

#### 一月場所（初場所）
両国国技館（東京都）を会場に、初日の2012年（平成24年）1月8日から千秋楽の1月22日までの15日間開催された。番付発表は2011年（平成23年）12月21日。
| タイトル     | タイトル     | 人物（所属部屋 出身地） - 成績                                              |
| ------------ | ------------ | --------------------------------------------------------------------------- |
| 幕内最高優勝 | 幕内最高優勝 | 把瑠都凱斗（尾上部屋 エストニア・ラクヴェレ県出身） - 14勝1敗（初優勝）     |
| 三賞         | 殊勲賞       | 鶴竜力三郎（井筒部屋 モンゴル・スフバートル出身） - 10勝5敗（初受賞）       |
| 三賞         | 敢闘賞       | 臥牙丸勝（北の湖部屋 ジョージア・トビリシ出身） - 12勝3敗（2場所ぶり2回目） |
| 三賞         | 技能賞       | 妙義龍泰成（境川部屋 兵庫県高砂市出身） - 9勝6敗（初受賞）                  |
| 十両優勝     | 十両優勝     | 千代大龍秀政（九重部屋 東京都荒川区出身） - 13勝2敗                         |
| 幕下優勝     | 幕下優勝     | 佐久間山貴之（北の湖部屋 東京都北区） - 6勝1敗 ※優勝決定戦勝利              |
| 三段目優勝   | 三段目優勝   | 琴河津大飛（佐渡ヶ嶽部屋 大分県日田市出身） - 7戦全勝 ※優勝決定戦勝利       |
| 序二段優勝   | 序二段優勝   | 大翔虎瞳（追手風部屋 愛知県岡崎市出身） - 7戦全勝                           |
| 序ノ口優勝   | 序ノ口優勝   | 剛士港（荒汐部屋 福島県福島市出身） - 7戦全勝                               |

#### 三月場所（春場所、大阪場所）
大阪府立体育会館（大阪市）を会場に、初日の2012年3月11日から千秋楽の3月25日までの15日間開催された。番付発表は2月27日。
| タイトル     | タイトル     | 人物（所属部屋 出身地） - 成績 |
| ------------ | ------------ | --- |
| 幕内最高優勝 | 幕内最高優勝 | 白鵬翔（宮城野部屋 モンゴル・ウランバートル出身） - 13勝2敗（2場所ぶり22回目） ※優勝決定戦勝利                                                      |
| 三賞         | 殊勲賞       | 鶴竜力三郎（井筒部屋 モンゴル・スフバートル出身） - 13勝2敗（2場所連続2回目）                                                                       |
| 三賞         | 敢闘賞       | 豪栄道豪太郎（境川部屋 大阪府寝屋川市出身） - 12勝3敗（20場所ぶり3回目）                                                                            |
| 三賞         | 技能賞       | 鶴竜力三郎（井筒部屋 モンゴル・スフバートル出身） - 13勝2敗（5場所ぶり7回目） 豊ノ島大樹（時津風部屋 高知県宿毛市出身） - 11勝4敗（7場所ぶり4回目） |
| 十両優勝     | 十両優勝     | 皇風俊司（尾車部屋 東京都調布市出身） - 12勝3敗 |
| 幕下優勝     | 幕下優勝     | 海龍玄氣（出羽海部屋 和歌山県海南市出身） - 7戦全勝                                                                                                 |
| 三段目優勝   | 三段目優勝   | 希帆ノ海勇樹（出羽海部屋 新潟県刈羽郡刈羽村出身） - 7戦全勝 ※優勝決定戦勝利                                                                         |
| 序二段優勝   | 序二段優勝   | 碧己真己樹（春日野部屋 大阪府大阪市生野区出身） - 7戦全勝                                                                                           |
| 序ノ口優勝   | 序ノ口優勝   | 大翔栄勇人（追手風部屋 埼玉県朝霞市出身） - 7戦全勝                                                                                                 |

#### 五月場所（夏場所）
両国国技館（東京都）を会場に、初日の2012年5月6日から千秋楽の5月20日までの15日間開催された。番付発表は4月23日。
| タイトル     | タイトル     | 人物（所属部屋 出身地） - 成績 |
| ------------ | ------------ | --- |
| 幕内最高優勝 | 幕内最高優勝 | 旭天鵬勝（友綱部屋 モンゴル・ナライハ出身） - 12勝3敗（初優勝） ※優勝決定戦勝利                                                                   |
| 三賞         | 殊勲賞       | 豪栄道豪太郎（境川部屋 大阪府寝屋川市出身） - 8勝7敗（初受賞）                                                                                    |
| 三賞         | 敢闘賞       | 栃煌山雄一郎（春日野部屋 高知県安芸市出身） - 12勝3敗（30場所ぶり2回目） 旭天鵬勝（友綱部屋 モンゴル・ナライハ出身） - 12勝3敗（27場所ぶり6回目） |
| 三賞         | 技能賞       | 妙義龍泰成（境川部屋 兵庫県高砂市出身） - 9勝6敗（2場所ぶり2回目）                                                                                |
| 十両優勝     | 十両優勝     | 玉飛鳥大輔（片男波部屋 愛知県名古屋市熱田区出身） - 12勝3敗                                                                                       |
| 幕下優勝     | 幕下優勝     | 寺下隆浩（阿武松部屋 石川県鳳珠郡能登町出身） - 7戦全勝                                                                                           |
| 三段目優勝   | 三段目優勝   | 太田剛希（北の湖部屋 徳島県名西郡石井町出身） - 7戦全勝                                                                                           |
| 序二段優勝   | 序二段優勝   | 巨東宣浩（玉ノ井部屋 福島県双葉郡富岡町出身） - 7戦全勝                                                                                           |
| 序ノ口優勝   | 序ノ口優勝   | 大砂嵐金太郎（大嶽部屋 エジプト・カイロ市出身） - 7戦全勝                                                                                         |

#### 七月場所（名古屋場所）
愛知県体育館（名古屋市）を会場に、初日の2012年7月8日から千秋楽の7月22日までの15日間開催された。番付発表は6月25日。
| タイトル     | タイトル     | 人物（所属部屋 出身地） - 成績 |
| ------------ | ------------ | --- |
| 幕内最高優勝 | 幕内最高優勝 | 日馬富士公平（伊勢ヶ濱部屋 モンゴル・ゴビアルタイ出身） - 15戦全勝（6場所ぶり3回目）                                                          |
| 三賞         | 殊勲賞       | 該当者なし |
| 三賞         | 敢闘賞       | 魁聖一郎（友綱部屋 ブラジル・サンパウロ出身） - 11勝4敗（7場所ぶり2回目） 舛ノ山大晴（千賀ノ浦部屋 千葉県印旛郡栄町出身） - 11勝4敗（初受賞） |
| 三賞         | 技能賞       | 妙義龍泰成（境川部屋 兵庫県高砂市出身） - 8勝7敗（2場所連続3回目）                                                                            |
| 十両優勝     | 十両優勝     | 千代の国憲輝（九重部屋 三重県伊賀市出身） - 11勝4敗                                                                                           |
| 幕下優勝     | 幕下優勝     | 山口雅弘（宮城野部屋 東京都江東区出身） - 7戦全勝                                                                                             |
| 三段目優勝   | 三段目優勝   | 渡辺太志（貴乃花部屋 山梨県山梨市出身） - 7戦全勝 ※優勝決定戦勝利                                                                             |
| 序二段優勝   | 序二段優勝   | 栃大邦尚斗（春日野部屋 栃木県宇都宮市出身） - 7戦全勝                                                                                         |
| 序ノ口優勝   | 序ノ口優勝   | 岩﨑拓也（木瀬部屋 東京都江戸川区出身） - 7戦全勝 ※優勝決定戦勝利                                                                             |

#### 九月場所（秋場所）
両国国技館（東京都）を会場に、初日の2012年9月9日から千秋楽の9月23日までの15日間開催された。番付発表は8月27日。
| タイトル     | タイトル     | 人物（所属部屋 出身地） - 成績                                                       |
| ------------ | ------------ | ------------------------------------------------------------------------------------ |
| 幕内最高優勝 | 幕内最高優勝 | 日馬富士公平（伊勢ヶ濱部屋 モンゴル・ゴビアルタイ出身） - 15戦全勝（2場所連続4回目） |
| 三賞         | 殊勲賞       | 栃煌山雄一郎（春日野部屋 高知県安芸市出身） - 9勝6敗（初受賞）                       |
| 三賞         | 敢闘賞       | 該当者なし                                                                           |
| 三賞         | 技能賞       | 妙義龍泰成（境川部屋 兵庫県高砂市出身） - 10勝5敗（3場所連続4回目）                  |
| 十両優勝     | 十両優勝     | 常幸龍貴之（木瀬部屋 東京都北区出身） - 11勝4敗 ※優勝決定戦勝利                      |
| 幕下優勝     | 幕下優勝     | 竜電剛至（高田川部屋 山梨県甲府市出身） - 7戦全勝                                    |
| 三段目優勝   | 三段目優勝   | 鋼一幸（井筒部屋 愛知県刈谷市出身） - 7戦全勝                                        |
| 序二段優勝   | 序二段優勝   | 岩﨑拓也（木瀬部屋 東京都江戸川区出身） - 7戦全勝 ※優勝決定戦勝利                    |
| 序ノ口優勝   | 序ノ口優勝   | 蒼天龍政孝（錣山部屋 愛知県豊橋市出身） - 7戦全勝                                    |

#### 十一月場所（九州場所）
福岡国際センター（福岡市）を会場に、初日の2012年11月11日から千秋楽の11月25日までの15日間開催された。番付発表は10月29日。
| タイトル     | タイトル     | 人物（所属部屋 出身地） - 成績                                                  |
| ------------ | ------------ | ------------------------------------------------------------------------------- |
| 幕内最高優勝 | 幕内最高優勝 | 白鵬翔（宮城野部屋 モンゴル・ウランバートル出身） - 14勝1敗（4場所ぶり23回目）  |
| 三賞         | 殊勲賞       | 該当者なし                                                                      |
| 三賞         | 敢闘賞       | 松鳳山裕也（松ヶ根部屋 福岡県築上郡築上町出身） - 10勝5敗（初受賞）             |
| 三賞         | 技能賞       | 豪栄道豪太郎（境川部屋 大阪府寝屋川市出身） - 10勝5敗（9場所ぶり3回目）         |
| 十両優勝     | 十両優勝     | 佐田の富士哲博（境川部屋 長崎県南島原市出身） - 14勝1敗                         |
| 幕下優勝     | 幕下優勝     | 錦木徹也（伊勢ノ海部屋 岩手県盛岡市出身） - 7戦全勝                             |
| 三段目優勝   | 三段目優勝   | 貴月芳将匡（貴乃花部屋 埼玉県草加市出身） - 7戦全勝 ※優勝決定戦勝利             |
| 序二段優勝   | 序二段優勝   | 朝興貴祐貴（高砂部屋 兵庫県高砂市出身） - 7戦全勝                               |
| 序ノ口優勝   | 序ノ口優勝   | 舛東欧旭（千賀ノ浦部屋 ハンガリー・ヤース・ナジクン・ソルノク県出身） - 7戦全勝 |

### トーナメント大会
- 第36回日本大相撲トーナメント（2月5日・国技館）
  - 優勝：白鵬翔（3年ぶり3回目）
- 第71回明治神宮例祭奉祝全日本力士選士権大会（10月1日・国技館）
  - 優勝：日馬富士公平（3年ぶり3回目）

### 新弟子検査合格者
四股名が太字の者は現役力士。最高位は引退力士のみ記載。
| 場所     | 人数 | 主な合格者                   | 四股名       | 最高位     | 最終場所      | 備考                                  |
| -------- | ---- | ---------------------------- | ------------ | ---------- | ------------- | ------------------------------------- |
| 1月場所  | 6人  | 高西勇人                     | 大栄翔勇人   | （現役）   | （現役）      |                                       |
| 1月場所  | 6人  | アブデルラフマン・シャーラン | 大砂嵐金崇郎 | 前頭筆頭   | 2018年1月場所 | 興行ビザ取得待ちのため初土俵は3月場所 |
| 3月場所  | 34人 | 中園空                       | 島津海空     | （現役）   | （現役）      |                                       |
| 3月場所  | 34人 | 山口雅弘                     | 大喜鵬将大   | 前頭16枚目 | 2019年9月場所 | 幕下15枚目格付出                      |
| 3月場所  | 34人 | 福島貴裕                     | 極芯道貴裕   | 十両13枚目 | 2022年5月場所 |                                       |
| 5月場所  | 10人 | 岩﨑拓也                     | 英乃海拓也   | （現役）   | （現役）      |                                       |
| 5月場所  | 10人 | 濱口航洋                     | 志摩ノ海航洋 | （現役）   | （現役）      |                                       |
| 7月場所  | 2人  |                              |              |            |               |                                       |
| 9月場所  | 3人  |                              |              |            |               |                                       |
| 11月場所 | 1人  |                              |              |            |               |                                       |

年間の総入門者56人は、年6場所制が定着した1958年（昭和33年）以降で最少。

### 引退
| 場所     | 人数 | 主な引退力士 | 最高位     | 初土俵                            | 備考               |
| -------- | ---- | ------------ | ---------- | --------------------------------- | ------------------ |
| 1月場所  | 8人  | 栃乃洋泰一   | 関脇       | 1996年1月場所（幕下最下位格付出） | 年寄「竹縄」襲名   |
| 3月場所  | 9人  | 濵錦竜郎     | 前頭11枚目 | 1999年3月場所（幕下最下位格付出） | 年寄「春日山」襲名 |
| 5月場所  | 10人 | 垣添徹       | 小結       | 2001年9月場所（幕下15枚目格付出） | 年寄「押尾川」襲名 |
| 5月場所  | 10人 | 剣武輝希     | 前頭16枚目 | 2001年3月場所                     |                    |
| 5月場所  | 10人 | 仲の国将     | 十両12枚目 | 2002年7月場所                     |                    |
| 7月場所  | 6人  | 琉鵬正吉     | 前頭16枚目 | 1993年3月場所                     |                    |
| 7月場所  | 6人  | 千代桜右京   | 十両11枚目 | 2010年3月場所                     |                    |
| 9月場所  | 18人 | 黒海太       | 小結       | 2001年5月場所                     |                    |
| 9月場所  | 18人 | 栃不動周二   | 十両12枚目 | 1993年3月場所                     |                    |
| 11月場所 | 12人 |              |            |                                   |                    |

#### 引退相撲興行
- 1月28日 - 岩木山引退関ノ戸襲名披露大相撲（両国国技館）[48]
- 1月29日 - 普天王引退稲川襲名披露大相撲（両国国技館）[49]
- 2月4日 - 土佐ノ海引退立川襲名披露大相撲（両国国技館）[50]
- 5月26日 - 北勝力引退谷川襲名披露大相撲（両国国技館）[51]
- 5月27日 - 魁皇引退浅香山襲名披露大相撲（両国国技館）[52]
- 9月29日 - 栃乃洋引退竹縄襲名披露大相撲（両国国技館）[53]

#### 断髪式
- 6月10日 - 元関脇・玉乃島（両国国技館）[54]
- 8月26日 - 元幕内・剣武（両国国技館）[55]
- 9月28日 - 元幕内・濵錦（両国国技館）[56]
- 9月30日 - 元幕内・琉鵬（東京都内のホテル）[57]

### その他の出来事
日本相撲協会理事選挙および理事長選出
- 1月30日、日本相撲協会理事選挙が行われ、10名の年寄枠に対し12名が立候補、北の湖、出羽海（元鷲羽山）、千賀ノ浦（元舛田山）、楯山（元玉ノ富士）、尾車（元琴風）、九重（元千代の富士）、春日山（元春日富士）、八角（元北勝海）、鏡山（元多賀竜）、貴乃花が当選、友綱（元魁輝）、伊勢ヶ濱（元旭富士）が落選した[58]。選挙後の理事による互選の結果、北の湖が理事長に選出された。北の湖は弟子の大麻問題のため2008年に理事長を辞任していたが、史上初の理事長返り咲きとなった[59]。

日本相撲協会外部役員退任と就任
- 1月31日 - 日本相撲協会の伊藤滋、村山弘義外部理事、吉野準外部監事が任期満了により退任。
- 2月1日 - 日本相撲協会の新しい外部理事に海老沢勝二元NHK会長（前横綱審議委員会会長）、宗像紀夫元東京地検特別捜査部長、外部監事に岡部観栄 高野山高校校長が就任。
- 9月20日 -週刊誌に不倫とホテル代へ協会経費の着服疑惑を報じられた雷理事が日本相撲協会に退職届を提出し退職。

大関昇進
- 3月28日 - 日本相撲協会が番付編成会議と理事会を開き関脇鶴竜力三郎の大関昇進を決定。

横綱昇進
- 9月24日 - 横綱審議委員会が名古屋場所と秋場所を2場所連続優勝した大関日馬富士公平を横綱に推薦する事を満場一致で決定。
- 9月26日 - 日本相撲協会が番付編成会議と理事会を開き大関日馬富士公平を第70代横綱昇進を決定。

本場所での出来事
- 11月19日 - 大相撲11月場所9日目、前頭5枚目の碧山亘右（春日野部屋）ら、幕内・十両力士4人がこの日より休場。大相撲興行が15日制となった1949年夏場所以後、関取以上の力士が同時休場した数として最多となった[60]。

## 死去
- 1月2日 - 栄太呂（元・副立呼出、所属：時津風部屋、* 1937年【昭和12年】）
- 1月7日 - 栃纒勇光（最高位：前頭11枚目、所属：春日野部屋、* 1959年【昭和34年】）[61]
- 2月13日 - 久島海啓太（最高位：前頭筆頭、所属：出羽海部屋、年寄：田子ノ浦、* 1965年【昭和40年】）[62]
- 2月17日 - 芳野嶺元志（最高位：前頭8枚目、所属：高嶋部屋→友綱部屋、* 1931年【昭和6年】）[63]
- 3月20日 - 大心昇（最高位：前頭8枚目、所属：高島部屋→吉葉山道場→宮城野部屋、* 1937年【昭和12年】）[64]
- 4月14日 - 永男（元・三役呼出、所属：二所ノ関部屋、* 1930年【昭和5年】）[65]
- 7月20日 - 一錦周之助（最高位：十両7枚目、所属：高嶋部屋、* 1924年【大正13年】）[66]
- 10月14日 - 大富士慶二（最高位：十両6枚目、所属：井筒部屋→九重部屋、* 1958年【昭和33年】）
- 12月14日 - 康夫（元・立呼出、所属：花籠部屋→放駒部屋、* 1938年【昭和13年】）

## 作品
- 1月28日 - NHK富山発スペシャルドラマ『港町相撲ボーイズ』放送。※高岡市伏木地区の中年男性が競い合う恒例行事「伏木場所大相撲」がモデル。